# Careva Ćuprija
Careva Ćuprija (en serbe cyrillique Царева Ћуприја) est un quartier de Belgrade, la capitale de la Serbie. Il est situé dans la municipalité de Čukarica.
En serbe, le nom du quartier signifie « le pont de l'empereur ».

## Présentation
Careva Ćuprija est un petit quartier situé sur la rive ouest de la Topčiderska reka, à la limite entre les municipalités de Čukarica et de Savski venac. Il est circonscrit par le boulevard Vojvode Mišića et par le quartier de Senjak (au nord), par le quartier de Topčider (à l'est et au sud), par le quartier de Banovo brdo (au sud-ouest) et par la Save (à l'ouest).
Le stade de l'équipe de football BASK, un club fondé en 1903, est situé dans le quartier. On y trouve également un terrain de tir et l'Hippodrome de Belgrade.